# 유럽 환율 메커니즘
유럽 환율 메커니즘(European Exchange Rate Mechanism, ERM)은 유럽의 환율 변동을 조정해서 통화의 안정성을 확보하는 것을 목적으로 만들어진 제도, 혹은 체계이다. 유럽 위원회는 1979년 3월, 유럽 통화 제도(EMS)의 일환으로서 ERM을 도입해 유럽 연합(EU)의 경제 통화동맹이나 1999년 1월 1일의 단일 통화 유로의 도입에 대비했다.

## 목적과 실시
ERM는 환율 변동폭 고정이라고 하는 개념에 근거하고 있다. 하지만 ERM에서도 정해진 변동폭 안에서의 환율은 변할 수 있다. 유로 도입 이전에는, 환율은 유럽 통화 단위(ECU)에 의해 정해졌고, ECU의 환율 가치는 대상 통화의 가중 평균으로 결정되었다.
두 개의 통화간의 환율은 ECU에서 나타낸 기준비율(central rate)에 근거해 산정되며(동등 비율적용), 두 통화간의 변동은 ±2.25%의 범위내에 한정되어 있다.(다만 통화중 한편이 이탈리아 리라인 경우는 ±6%의 범위까지 인정되었다.) 또한 시장 개입이나 론·어레인지먼트(lawn·arrangement)에 의해서 대상 통화의 변동폭 이상의 가격변동이 불가능했다.

## 환율 변동폭
이론상으로 거의 모든 통화는 기준치의 ±15%까지 시세를 변동할 수 있게 되어 있다.
| 통화          | ISO 4217 코드 | 기준비율 (대 1 유로) | 변동폭 |
| ------------- | ------------- | -------------------- | ------ |
| 덴마크 크로네 | DKK           | 7.46038              | ±2.25% |

## 같이 보기
- 유럽 중앙은행
- 유로
- 유로존